# Aníbal Fernández
Aníbal Fernández, né le 9 janvier 1957 à Quilmes, est un avocat et homme politique argentin, membre du Parti justicialiste.

## Carrière
Secrétaire général de la présidence d'Eduardo Duhalde (2002-2003), il est ensuite nommé ministre de l'Intérieur du 25 mai 2003 au 10 décembre 2007 (gouvernement Nestor Kirchner), puis ministre de la Justice jusqu'au 8 juillet 2009 date à laquelle il devient Chef du cabinet de la présidente Cristina Kirchner, succédant à Sergio Massa. À la suite de la polémique de la mort du juge Alberto Nisman, la présidente Kirchner le renomme à cette fonction en février 2015.